# Cuautitlán Izcalli
Cuautitlán Izcalli är en stad i centrala Mexiko, och huvudorten för kommunen Cuautitlán Izcalli i delstaten Mexiko. Cuautitlán Izcalli ligger i den centrala delen av landet och tillhör Mexico Citys storstadsområde. Staden hade 484 583 invånare vid folkmätningen 2010.
Staden är rik på historia då det var en viktig handelsplats i Nya Spanien. Stadsdelen San Francisco Tepojaco (även Tepoyaco) i synnerhet på grund av dess forntitda strategiska position nära Texcocosjön och Xochimilco. Kyrkotemplet San Francisco de Asís, byggt på 1600-talet i stadsdelen San Francisco Tepojaco blev 2017 ett nationalhistoriskt monument och lades till på listorna Catálogo de Patrimonio Cultural Nacional samt Registro Público de Monumentos y Zonas Arqueológicas e Históricos.
Mexikos nationella tekniska universitet, Conalep har en skola i Cuautitlán Izcalli vid namn "Ing. Bernardo Quintana Arrioja" med inriktning på civilingenjörsutbildningar.

## Galleri

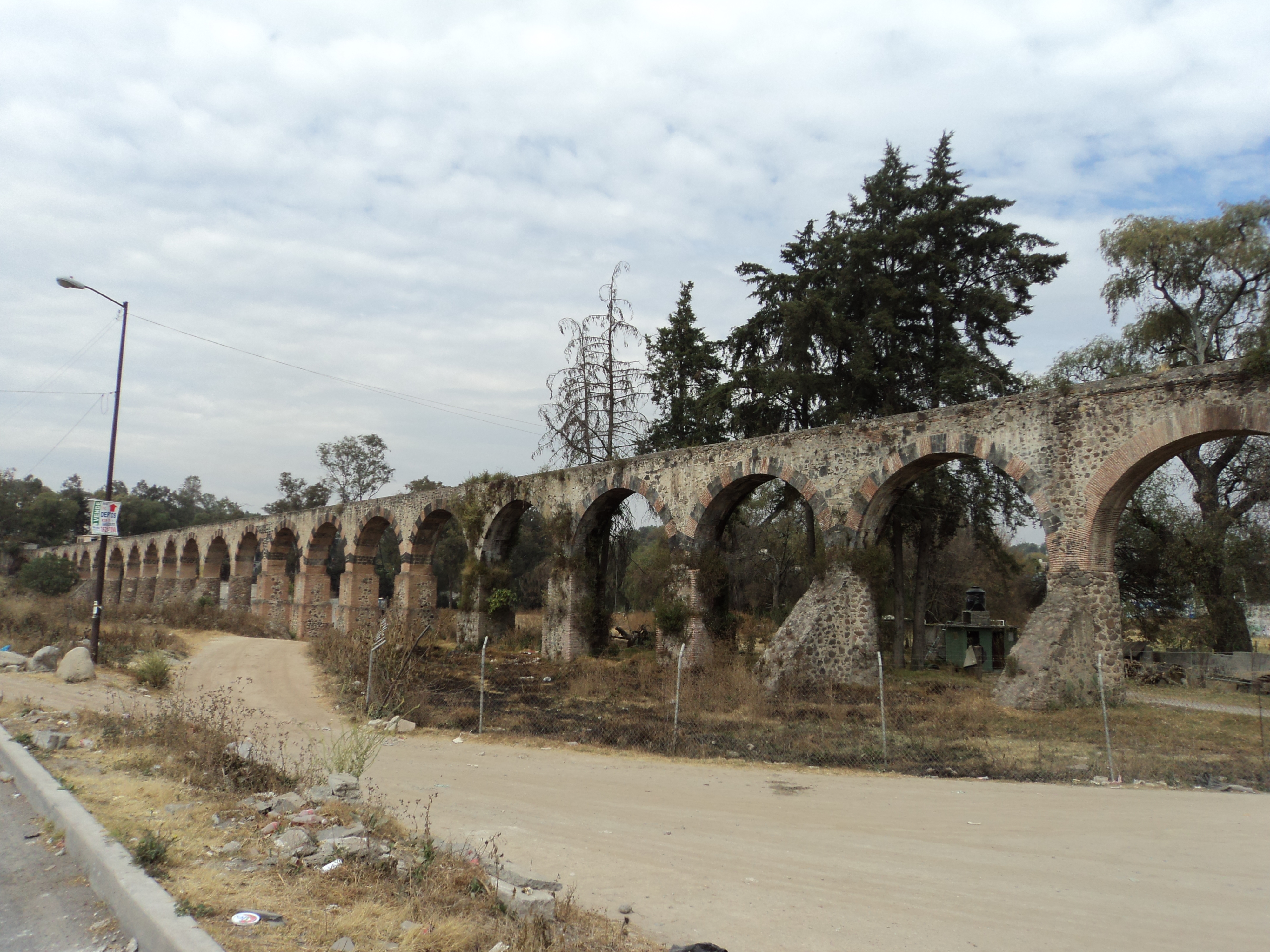
Akvedukt i stadsdelen San Francisco Tepojaco.
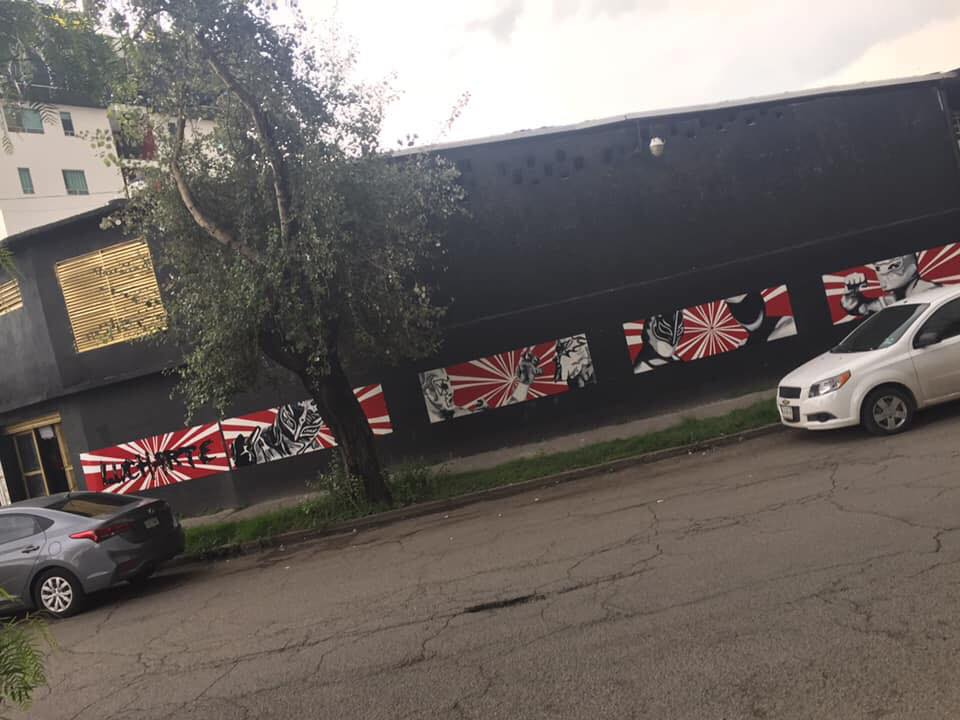
Lucha libre arenan "Arena Mamá Lucha-S".
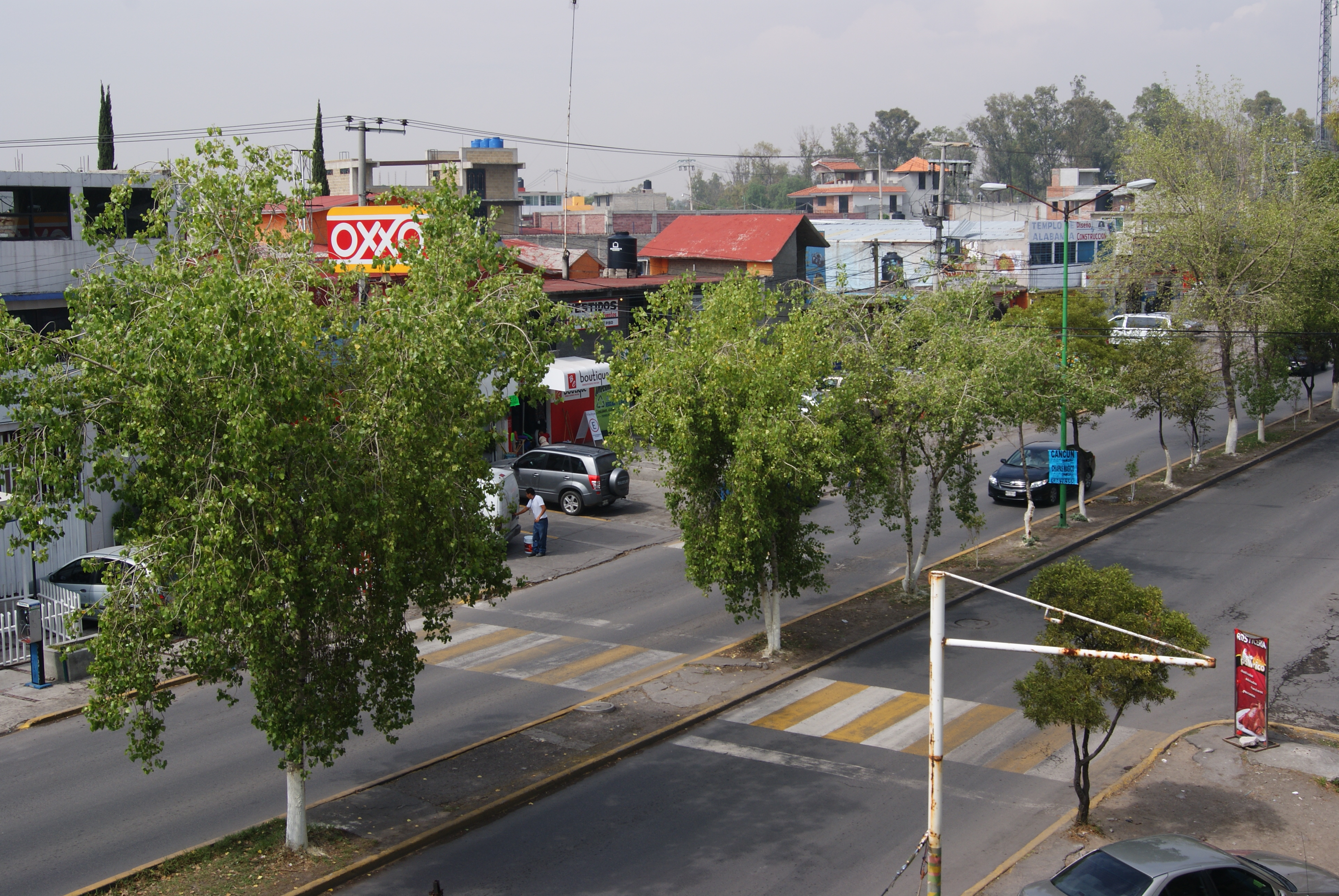
Centralt.
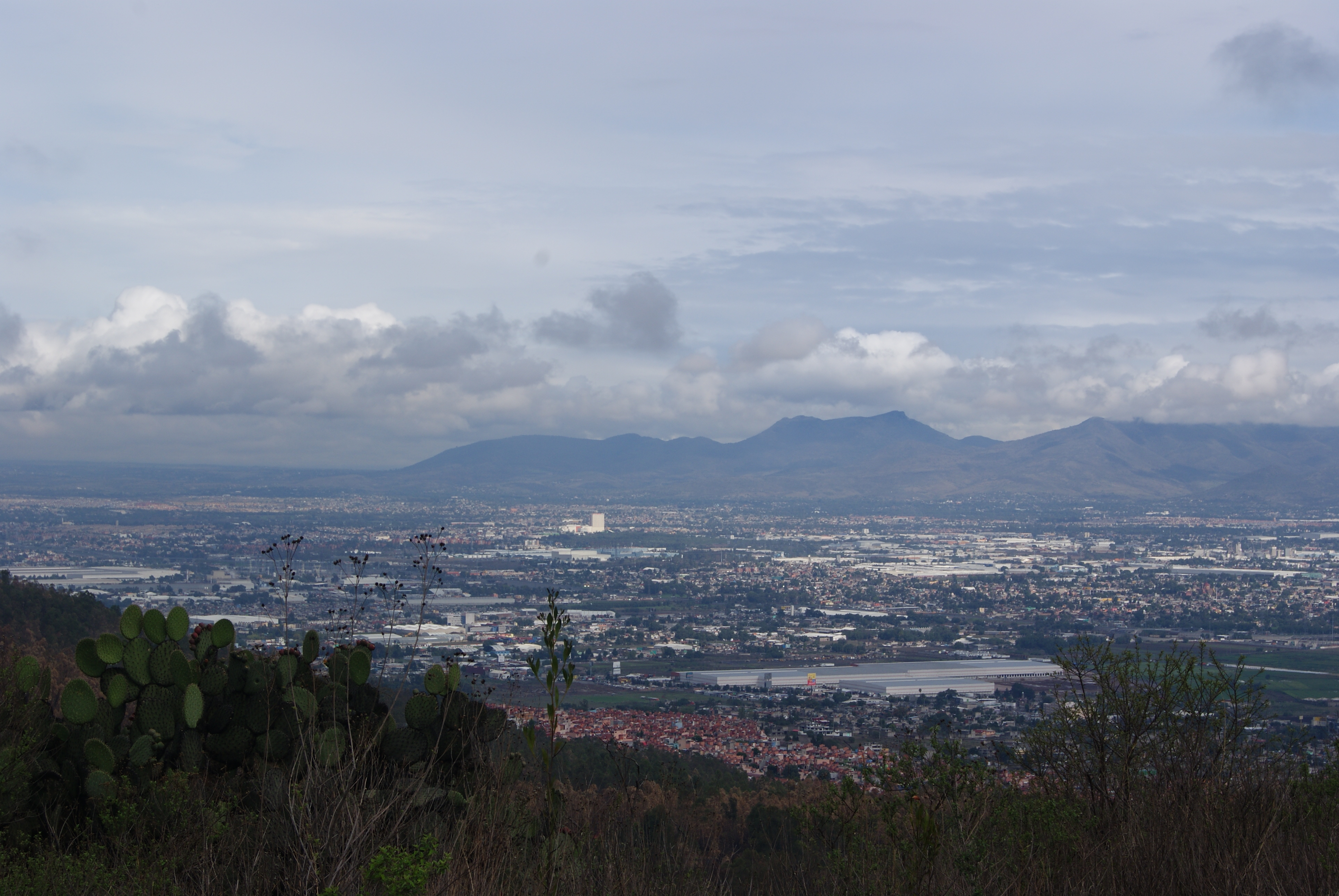
Panorama.
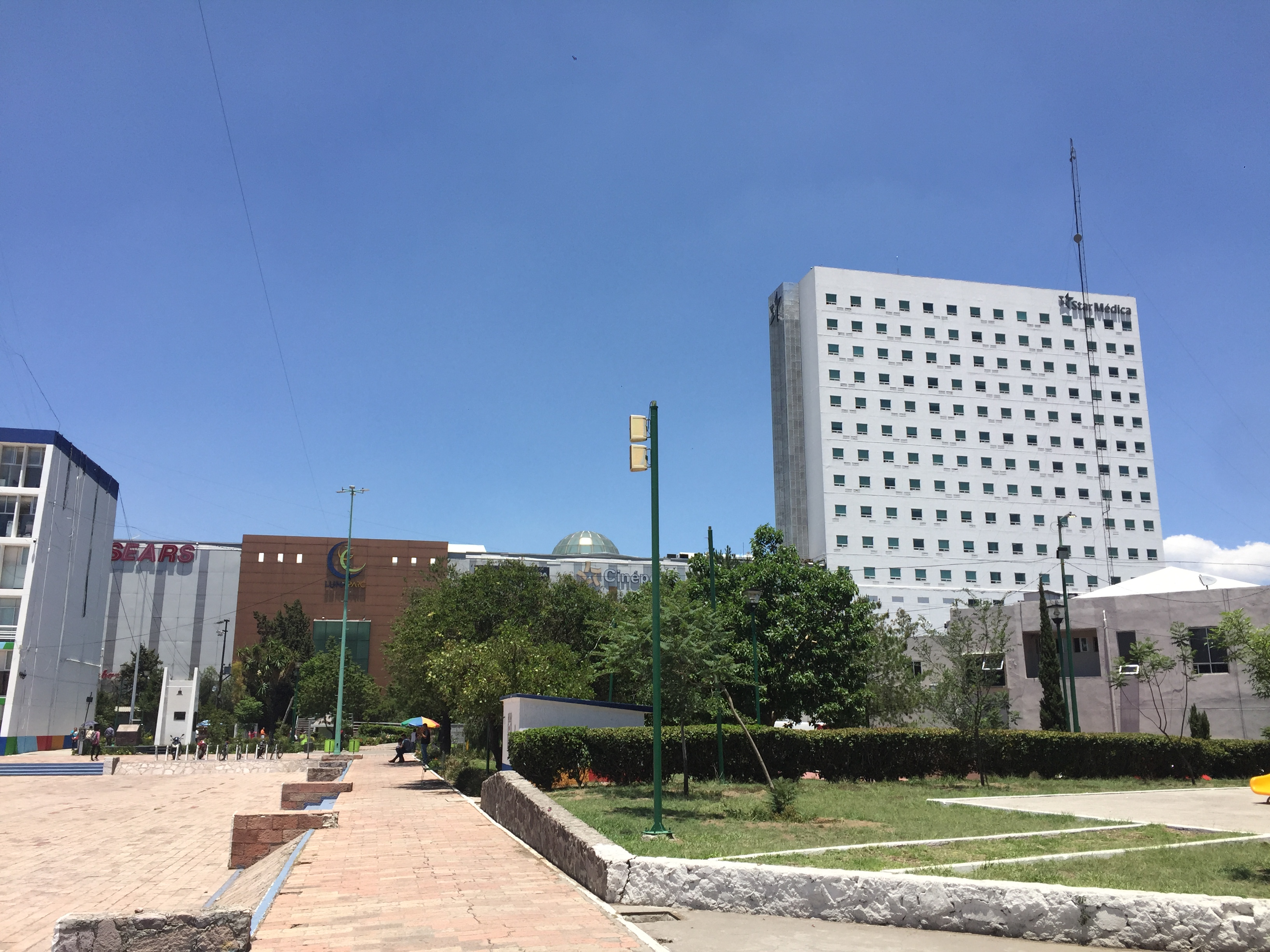
Affärskvarter.